# Кульчурово
Кульчу́рово (рос. Кульчурово, башк. Ҡолсора) — село (колишній присілок) у складі Баймацького району Башкортостану, Росія. Адміністративний центр Кульчуровської сільської ради.
Населення — 429 осіб (2010; 458 в 2002).
Національний склад:
- башкири — 99%